# تیپ ۱۸۹ اشتورم‌گشوتس
تیپ ۱۸۹ اشتورم‌گشوتس (به آلمانی: Sturmgeschütz-Brigade 189) در ابتدا با عنوان گردان ۱۸۹ توپخانه تهاجمی (به آلمانی: Sturmartillerie-Abteilung 189) و گردان ۱۸۹ اشتورم‌گشوتس (به آلمانی: Sturmgeschütz-Abteilung 189)، یکی از تیپ‌های توپ‌های تهاجمی اشتورم‌گشوتس نیروی زمینی آلمان در دوره رایش سوم بود که در جریان جنگ جهانی دوم به عملیات پرداخت.

## تشکیل و تاریخچه عملیاتی
این یگان ابتدا تحت عنوان «گردان ۱۸۹ اشتورم‌گشوتس»، متشکل از سه آتشبار در روز ۱۰ اوت سال ۱۹۴۰ در یوتربوگ تشکیل شد. این یگان روز ۱ ژانویه سال ۱۹۴۱ تحت امر سپاه ۱ از ارتش هجدهم در گروه ارتش ب قرار گرفت. گردان روز ۷ فوریه سازمان‌دهی مجدد شد و به «گردان ۱۸۵ اشتورم‌گشوتس» تغییر عنوان داد. گردان تا اواخر سال ۱۹۴۲ در جبهه شرقی جنگ جهانی دوم در قالب ارتش نهم از گروه ارتش مرکز در یگان‌های مختلفی یگان‌های مختلفی خدمت کرد تا این که به لشکر هفتاد و هشتم تهاجمی پیوست. این یگان ماه ژوئن سال ۱۹۴۴ به «گردان ۱۸۵ اشتورم‌گشوتس» و یک ماه بعد عنوان آن به «تیپ ۱۸۵ اشتورم‌گشوتس نیروی زمینی» تغییر عنوان داد. تیپ اواخر ماه ژوئیه از لشکر خود جدا و برای بازسازی به ماگدبورگ در آلمان فرستاده شد. پیش از پایان فرایند بازسازی، بدون آتشبار سوم، به میلائو در لهستان رفت. این دو آتشبار گردان ۷۰ پانتسریگر نام گرفتند و به تیپ ۴ سواره‌نظام متصل شدند.

## فرماندهان
(تاریخ انتصاب)
- ۱۰ ژوئیه ۱۹۴۱: سروان ارنست هس
- فوریه ۱۹۴۳: سروان والتر دوشه
- ژوئن ۱۹۴۳: سروان فریدریش دومایر
- تابستان ۱۹۴۳ سه فرمانده آتش‌بار در کنار یکدیگر شامل گرلینگ، تویتمایر و ویکلمایر
- پاییز ۱۹۴۳: سرگرد فریتس گلوسنر
- فوریه ۱۹۴۴: سروان ویلهلم کرشتاین

## دریافت کنندگان نشان صلیب شوالیه
فهرست زیر شامل افرادی از این یگان است که نشان صلیب شوالیه صلیب آهنین را دریافت کرده‌اند:
- ستوان یکم ویلهلم فون مالاخوفسکی: فرمانده آتشبار ۲: ۳۰ ژانویه ۱۹۴۲، برای نقش یگانش در کمک به خروج سپاه ۲۳ از محاصره در ناحیه رژف[۵]